# أبو شعيشع
أبو شعيشع عزبة تابعة لقرية كفر أبو زيادة بالوحدة المحلية لقرية شابة، التابعة لمركز دسوق، التابع لمحافظة كفر الشيخ في جمهورية مصر العربية.